# Molenna Opieki Matki Bożej w Wilnie
Molenna Opieki Matki Bożej w Wilnie – molenna staroobrzędowców w Wilnie położona w sąsiedztwie cmentarza staroobrzędowców. 

## Historia
W 1825 kupcy wyznania staroobrzędowego Nowikow i Awidaburski zakupili działkę w celu wzniesienia na niej molenny. Miała ona zastąpić wcześniejszą, drewnianą świątynię położoną w obrębie cmentarza. Pierwszy budynek, w którym znajdowała się molenna, przypominał wyglądem zwykłą kamienicę mieszkalną, na sakralne przeznaczenie budynku wskazywał jedynie krzyż. W 1900, pod cofnięciu carskiego zakazu wznoszenia wolnostojących świątyń staroobrzędowych, kupiec Pimonow sfinansował wzniesienie nowej molenny, przypominającej wyglądem cerkiew. 

## Architektura
Wejście do budynku prowadzi przez przedsionek, nad którym wznosi się zwieńczona cebulastą, złoconą kopułą dzwonnica. Drzwi obiektu otacza malowany na błękitno portal, powyżej znajduje się płaskorzeźba z krzyżem. Poniżej dachu znajduje się rząd blend i oślich grzbietów. Ponad pomieszczeniem ołtarzowym znajduje się druga kopuła, również pokryta złotem. 
We wnętrzu budynku znajduje się ustawiony pod jedną ze ścian ikonostas z początku XX wieku oraz ołtarz główny. 